# 히말라야긴귀박쥐
히말라야긴귀박쥐 또는 호지슨긴귀박쥐(Plecotus homochrous)는 애기박쥐과에 속하는 박쥐의 일종이다. 인도 아대륙에서 발견된다.

## 특징
작은 박쥐로 몸길이는 40~45mm이고, 전완장은 36.5~40.3mm이다. 꼬리 길이는 48~50mm, 발 길이는 7~8mm, 귀 길이는 39~41mm이다. 털은 길고 두꺼우며 양털처럼 부드럽다.

## 생태
폐가와 동굴, 나무 구멍 속에서 은신한다. 먹이는 곤충이다.

## 분포 및 서식지
파키스탄 동부 펀자브주와 인도 북부 우타라칸드주, 네팔에 널리 분포한다. 해발 2,000m와 3,120m 사이의 참나무가 섞인 침엽수림과 아열대 탈락성 숲, 상록수림에서 서식한다.